# Võ Bình Định

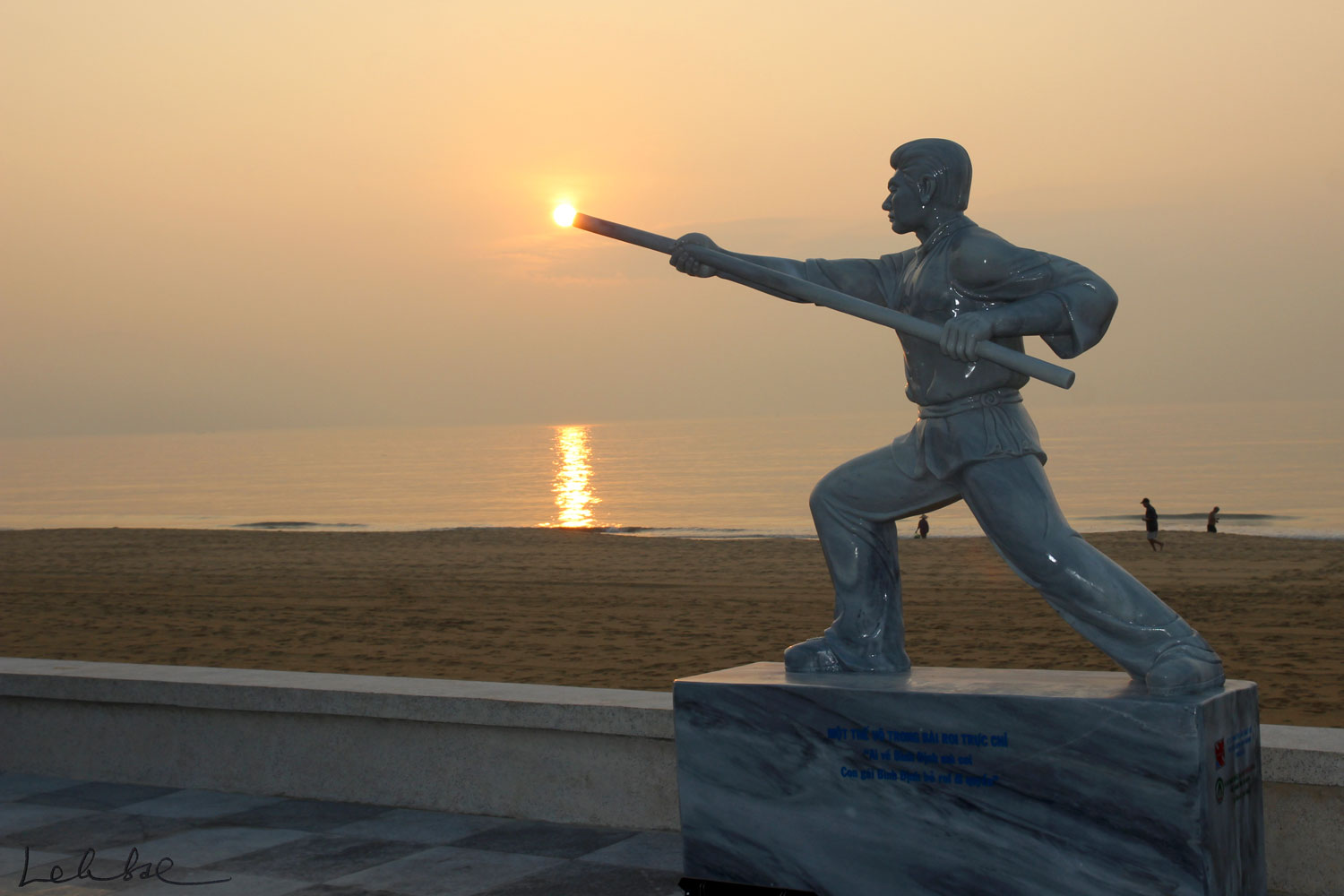
Bình Ðịnh

Võ Bình Ðịnh è un'arte marziale del Vietnam. 
Il nome Võ Bình Ðịnh (abbreviazione di Võ Thuật Bình Định, arti marziali di Bình Định) è utilizzato in Vietnam per indicare le scuole di arti marziali vietnamite nate nella provincia di Binh Dinh, nella regione di Nam Trung Bo, alle spalle della città portuale di Qui Nhơn.

## Storia

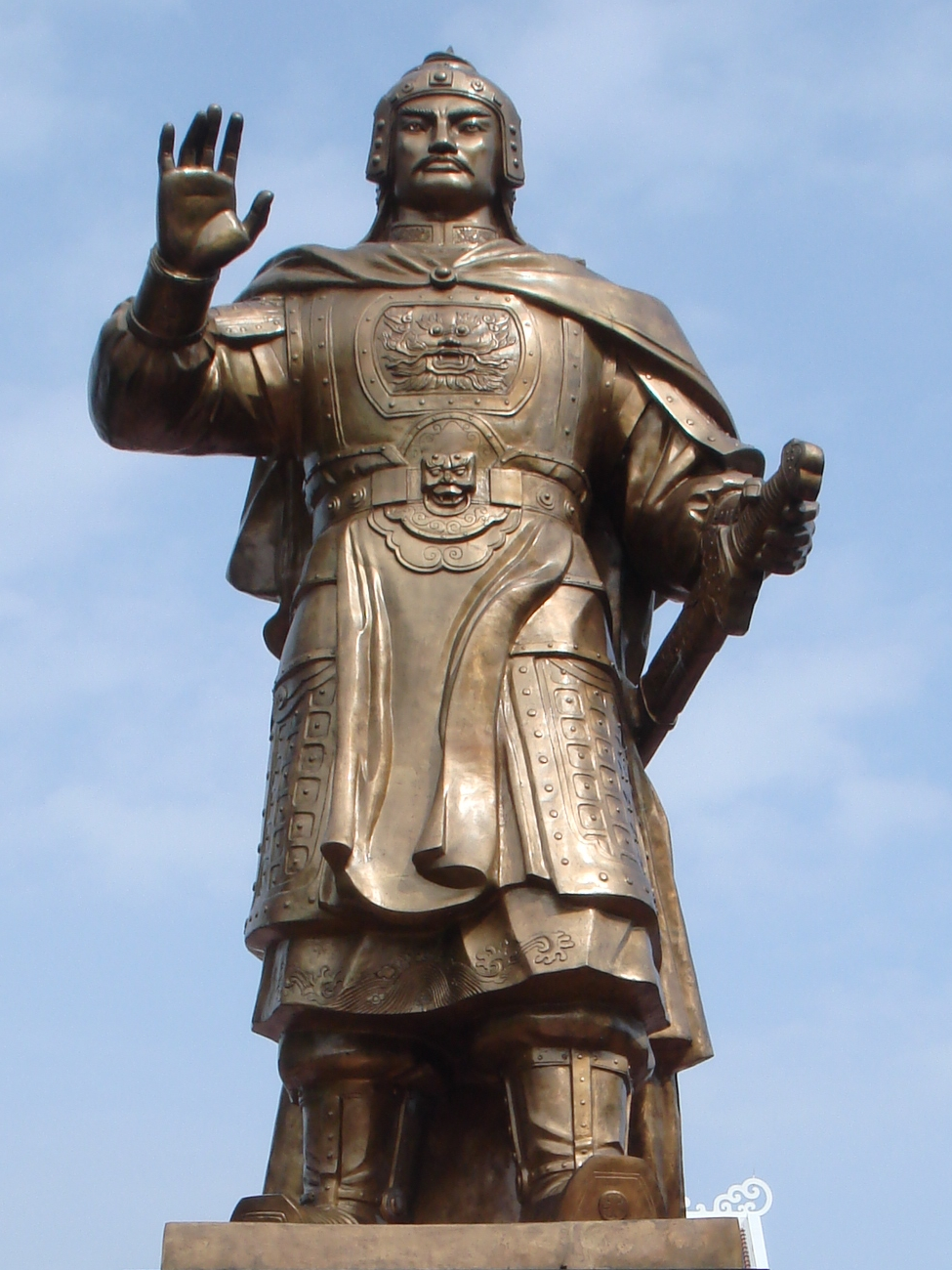
L’imperatore Quang Trung

Nella seconda metà del XVIII secolo il Vietnam, formalmente governato dalla Terza dinastia Lê, era sotto il controllo di due signorie “feudali”, i Trịnh al nord e i Nguyễn al centro-sud. A causa della diffusa corruzione e della crisi agragria, il Paese era attraversato da insurrezioni contadine. Nel 1771 tre fratelli della provincia di Bình Dinh (Nguyễn Nhạc, Nguyễn Huệ e Nguyễn Lữ) diedero vita a una ribellione di carattere popolare contro la signoria Nguyễn, detta “rivolta dei Tây Sơn” (dal nome del loro villaggio), che con il tempo si allargò a tutto il Vietnam. Nel 1778 il fratello maggiore Nguyễn Nhạc si fece incoronare imperatore con il nome Thái Đức, dando inizio alla dinastia Tây Sơn.
L'imperatore Lê Chiêu Thống tentò di riconquistare il potere, sollecitando l’intervento dell’esercito cinese: l'imperatore cinese Qianlong gli mise a disposizione un esercito di circa 200.000 uomini per riconquistare il trono.
Il più giovane dei tre fratelli ribelli, che aveva già sconfitto nella battaglia navale di Rạch Gầm-Xoài Mút (provincia Tiền Giang) l'esercito siamese intervenuto in aiuto del principe Nguyễn Phúc Ánh, si proclamò imperatore con il nome di Quang Trung e nel 1789 respinse l’invasione del Vietnam settentrionale da parte delle truppe cinesi. 
L’imperatore Quang Trung viene considerato il "patriarca" del Võ Bình Ðịnh, in quanto promosse personalmente il rinnovamento e lo sviluppo delle arti marziali tradizionali e fu un grande stratega militare. Quello della dinastia Tây Sơn è considerato il periodo di massima fioritura e sviluppo delle arti marziali di Bình Dinh, studiate e applicate in modo completo e creativo dai militari sul campo di battaglia, con tattiche non convenzionali ed elusive (combattimenti notturni, attacchi a sorpresa, rapidi movimenti di truppe).
Dopo la morte di Quang Trung, il principe Nguyễn Phúc Ánh unificò il paese e si proclamò imperatore con il nome di Gia Long. Dalla provincia di Binh Dinh molti insorti della “rivolta dei Tây Sơn” furono costretti a migrare verso sud per evitare ritorsioni da parte della nuova dinastia e fondarono il villaggio di Tân Khánh nel comune di Phú Bình: portarono con sé la tradizione marziale della loro patria e continuarono a svilupparla, conservando il loro spirito combattivo. Durante il regno dell'imperatore Tự Đức (1847-1883), una donna di nome Võ Thị Trà, esperta di Tay Son-Binh Dinh, guidò la rivolta degli abitanti del villaggio di Tân Khánh contro i funzionari corrotti.
Il Võ Lâm Tân Khánh Bà Trà è ora considerata una delle principali scuole di arti marziali tradizionali del Vietnam meridionale. Nel programma unificato della WFVV (World Federation of Vietnam Vocotruyen) sono state selezionate le quyền Đồng nhi quyền, Tấn nhứt côn e Tứ linh đao, elaborate dai maestri di Võ Lâm Tân Khánh Bà Trà, allo scopo di preservarle e promuoverle, inserendole nella categoria "forme codificate".

## Caratteristiche

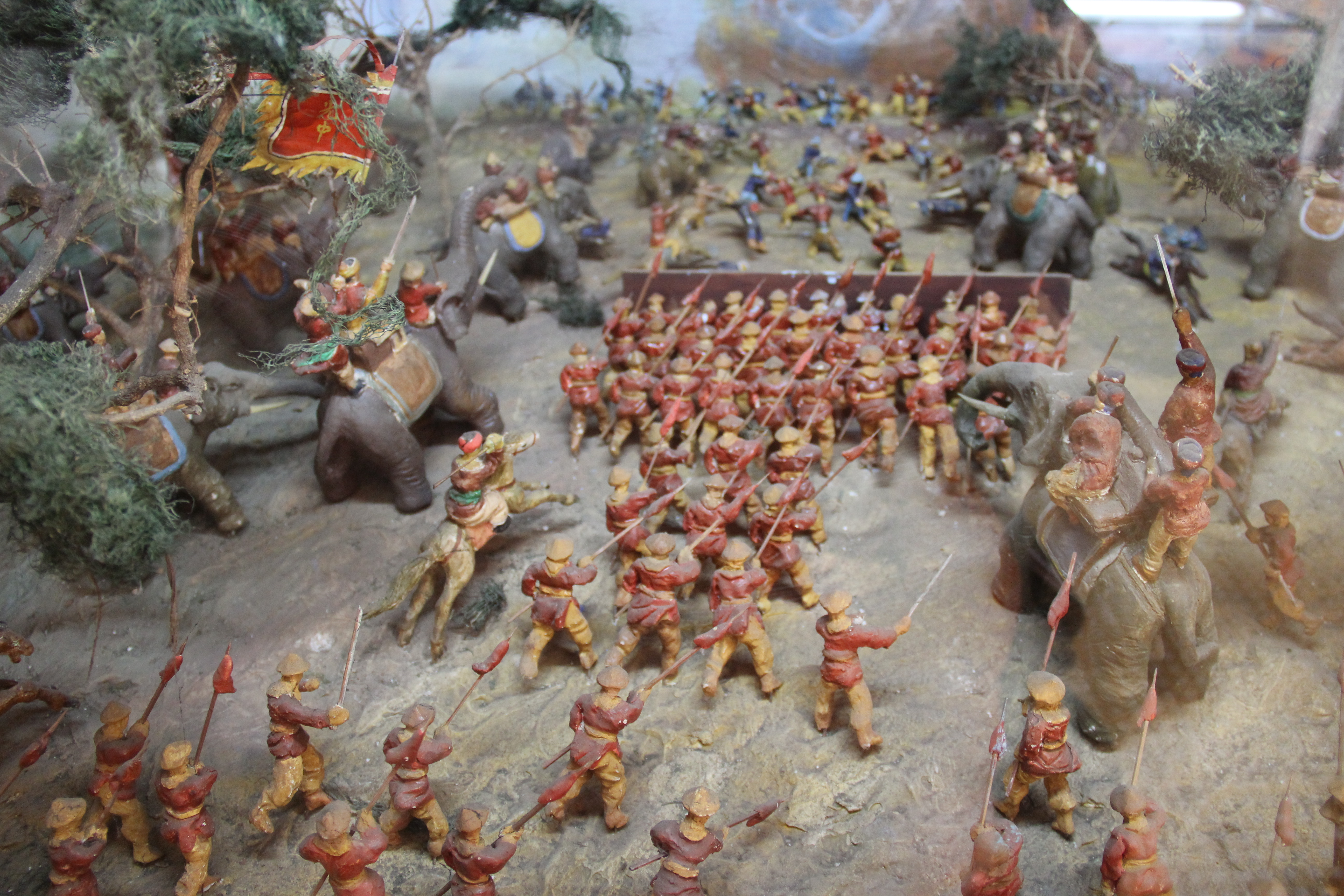
Vittoria dell'esercito Tây Sơn contro l'esercito cinese

Il Võ Bình Ðịnh è uno dei più rinomati stili vietnamiti, diffuso soprattutto nel Vietnam centrale e meridionale; in molte scuole viene insegnato insieme ad altri stili vietnamiti e sino-vietnamiti, come il Thiếu Lâm (Shaolin). Si è evoluto in un preciso contesto storico, nel quale l’esercito vietnamita si scontrò con le truppe cinesi e siamesi: di conseguenza, dal punto di vista strategico, viene spesso applicato il principio di contrapposizione (corta distanza contro lunga distanza, flessibilità contro durezza, mobilità contro staticità) contro un avversario che si presume non vietnamita, ma più alto e robusto, come i soldati dell’esercito cinese.

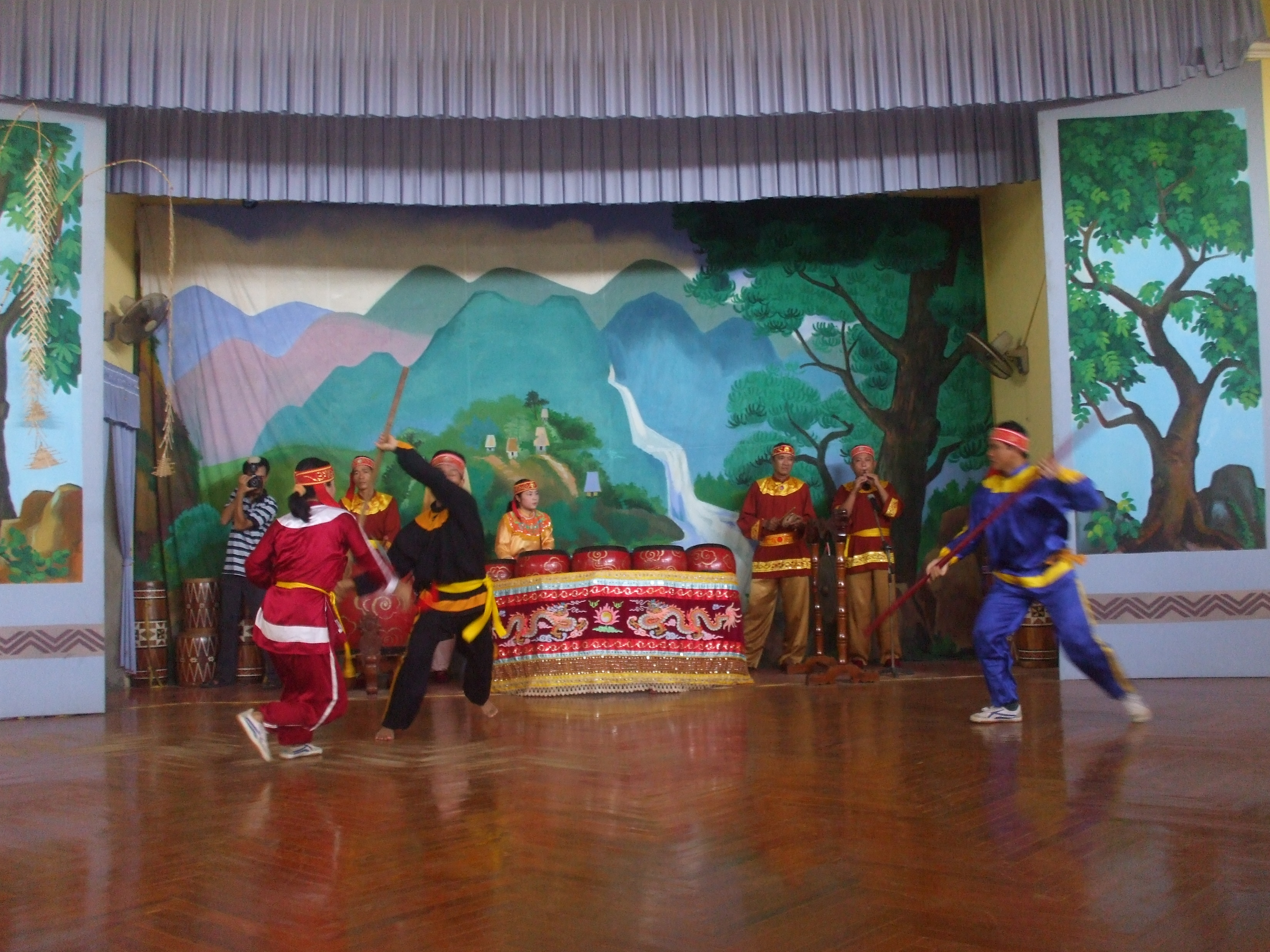
Esibizione di Võ Bình Ðịnh

La provincia di Bình Ðịnh è considerata la culla delle arti marziali tradizionali vietnamite ed è terra di eroi: qui sono nati i fratelli Tây Sơn, qui è nata Bùi Thị Xuân che, dopo aver salvato da una tigre l’uomo che in seguito divenne suo marito, partecipò alla “rivolta dei Tây Sơn”, addestrando gli elefanti da guerra e conducendo le truppe in battaglia con il grado di generale.
Nel 2012 le arti marziali di Bình Định sono state riconosciute dall'UNESCO come parte del patrimonio culturale immateriale nazionale. Nel 2021 il Vice Primo Ministro Vũ Đức Đam ha approvato la realizzazione di dossier per l'arte Chèo (opera tradizionale vietnamita) e per il Võ Bình Ðịnh, al fine di richiedere il riconoscimento dell'UNESCO come patrimoni culturali mondiali.

## Scuole
Nella provincia di Bình Ðịnh molti distretti e villaggi, come Hoài Ân, Quy Nhon, An Nhơn, An Vinh, An Thái e Thuận Truyền sono famosi per le loro scuole di arti marziali tradizionali vietnamite; un vecchio detto afferma "Trai An Thái, gái An Vinh" (i maschi praticano lo stile An Thái, le femmine lo stile An Vinh).
Una nota canzone popolare recita invece: “Ai về Bình Định mà coi. Con gái Bình Định múa roi đi quyền” (Vieni A Binh Dinh. Le ragazze di Binh Dinh danzano col bastore roi e praticano arti marziali).

### Sa Long Cương

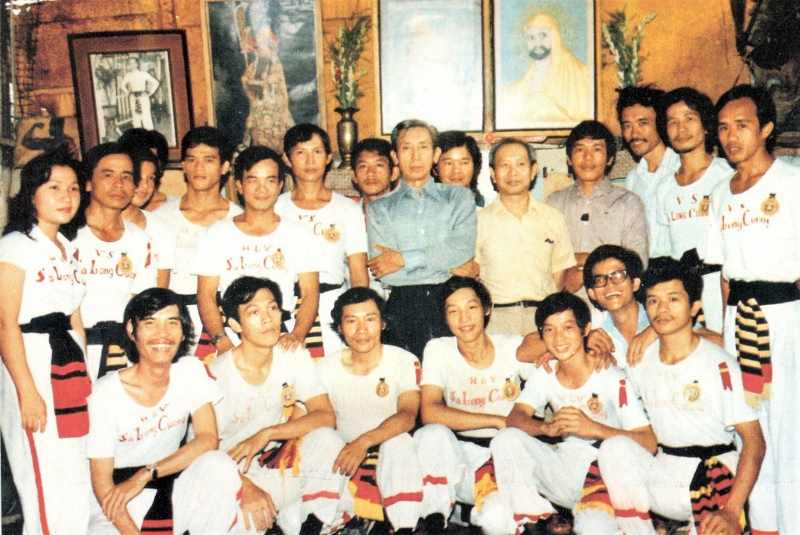
La scuola Sa Long Cương: al centro Trương bá Ðương, il figlio maggiore del maestro fondatore, a destra il maestro Lê Văn Vân

Tra le scuole più reputate, conosciute e diffuse anche al di fuori del Vietnam, si segnala la scuola Sa Long Cương (“il drago che si posa sulla duna di sabbia”), fondata dal maestro Trương Thanh Đăng (Phan Thiet 1895-Città Ho Chi Minh 1985). 
Dopo la morte del maestro fondatore, lo sviluppo della scuola è stato affidato al figlio Trương Bá Ðương e al maestro Lê Văn Vân (1954-2009), che tra il 2004 ed il 2008 è diventato Decano degli sport e delle arti marziali e capo del Dipartimento delle Arti Marziali dell'Hồng Bàng International University (HIU). Nella sua carriera il maestro Lê Văn Vân ha contribuito a diffondere la conoscenza della scuola Bình Định - Sa Long Cương anche al di fuori del Vietnam, come in Italia, Canada, Francia e Stati Uniti, formando insegnanti forti e preparati.

### Việt Anh Môn

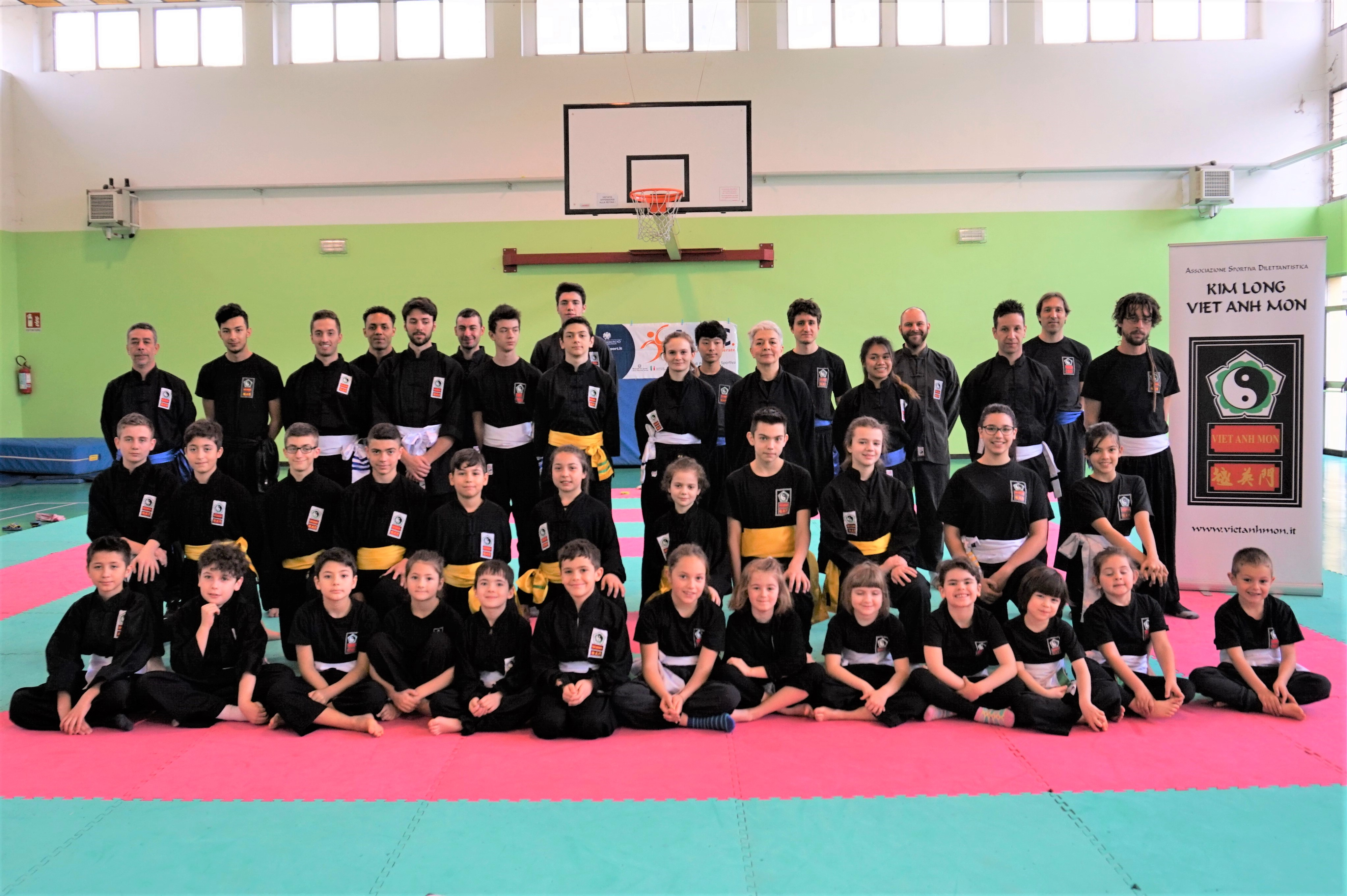
La scuola Việt Anh Môn

Una delle scuole che hanno maggiormente contribuito alla diffusione del Võ Bình Ðịnh in Italia e in Europa è la scuola Việt Anh Môn (“la luminosa porta dell’arte marziale vietnamita”) fondata dal maestro Trần Ngọc Định, che durante i suoi viaggi di studio in Vietnam, ebbe l'occasione e il privilegio di approfondire lo studio dello stile Võ Bình Ðịnh direttamente con il maestro Trương Thanh Đăng, fondatore della scuola Sa Long Cương.
Il Việt Anh Môn ha come obiettivo la conoscenza di sé e dell'avversario, che si realizza attraverso l'apprendimento di stili diversi. Oltre al Võ Bình Ðịnh, il programma prevede lo studio di quattro stili sino-vietnamiti: il Thiếu Lâm Châu Gia, il Thái Cực Đường Lang, il Bạch Mi e il Vĩnh Xuân. Ogni stile è caratterizzato da una differente strategia di combattimento: con il tempo il praticante sarà quindi in grado di adattarsi all'avversario e di utilizzare, a seconda delle necessità, tecniche dure, dirette o tecniche morbide, circolari, secondo i principi della filosofia taoista.